# Schuppenhalstaube
Die Schuppenhalstaube (Patagioenas fasciata, Syn.: Columba fasciata), auch Bandtaube, Bindentaube oder Bindenschwanztaube genannt, ist eine in der Neuen Welt verbreitete Taubenart.

## Verbreitung
Sie lebt in den Hochländern am westlichen Rand des amerikanischen Doppelkontinents und zieht im Winter in die Küstenebenen. Ihre Verbreitung reicht von British Columbia, Utah und Colorado über Mexiko und Mittelamerika bis Nordargentinien. Sie gehört zu den Teilziehern.
Die südlich von Costa Rica verbreitete Form wird gelegentlich als eigene Art Patagioenas albilinea betrachtet.

## Äußere Merkmale
Die Schuppenhalstaube ist in Nordamerika die größte Taubenart. Sie wird 35 bis 39 cm lang und wiegt 250 bis 450 Gramm. Sie entspricht damit der Größe einer Stadttaube. Ein Geschlechtsdimorphismus ist nicht vorhanden.
Das Gefieder ist grau und an der Oberseite etwas dunkler. Kopf und unterer Teile haben einen rosa Schimmer, besonders die Männchen. Der Bauch ist recht hell. Schnabel und Beine sind gelb, die Schnabelspitze jedoch schwarz. Adulte haben an der Rückseite des Halses ein grünschimmerndes schuppiges Feld, darüber ein dünnes weißes Band. Die meisten Unterarten haben ein dunkles Querband über den Schwanz.

## Verhalten
Die Schuppenhalstaube ernährt sich überwiegend von Sämereien. Ihre Nahrung findet sie überwiegend am Boden. Zum Nahrungsspektrum gehören die Samen von Ahorn und Kiefern, Beeren wie Holunderbeeren und Früchte wie wilder Wein und wilde Kirschen sowie Insekten. Eine besondere Vorliebe hat sie für Eicheln. Bei einer Eichelmast kann es zu großen Ansammlungen von Tauben dieser Art kommen. Der Wildtaubenzüchter Alois Münst berichtet, dass ein Jäger an einem Tag unter einer einzigen Eiche 280 Schuppenhalstauben schoss.
Das Gelege der Schuppenhalstaube besteht aus einem Ei. Die Brutdauer beträgt 18 bis 19 Tage. Die Jungvögel sind nach vier bis fünf Wochen flügge. Außerhalb der Brutzeit schließt sie sich oft zu Schwärmen bis zu fünfzig Tieren zusammen.

## Belege